# Vassili Titarenko
Vassili Titarenko (* 13. Dezember 1985 in Kohtla-Järve, Estnische SSR) ist ein estnischer Eishockeyspieler, der seit 2017 erneut bei Tartu Kalev-Välk in der estnischen Meistriliiga unter Vertrag steht.

## Karriere
Titarenko begann seine Karriere als Eishockeyspieler beim HK Central Kohtla-Järve in seiner Geburtsstadt, für den er als 16-Jähriger in der Meistriliiga debütierte. 2003 wechselte er zum neugegründeten Lokalrivalen Kohtla-Järve Viru Sputnik, mit dem er als Tabellenletzter den Sprung in die Playoffs verpasste. Daraufhin wurde er für die entscheidende Saisonphase vom Narva PSK verpflichtet, mit dem er das Playoff-Finale erreichte, aber gegen den HC Panter-Hansa Sport Tallinn verlor. In den folgenden fünf Spielzeiten stand er bei Tartu Kalev-Välk auf dem Eis. Mit dem Klub aus der traditionsreichen Universitätsstadt gewann er 2008 den estnischen Landesmeistertitel. 2009 erreichte er die beste Plus/Minus-Bilanz der Liga. Anschließend zog es ihn für ein Jahr zu den Viru Sputniks zurück, mit denen er deren ersten Meistertitel erringen konnte und auch Torschützenkönig der Meistriliiga wurde. Danach verließ er erstmals in seiner Karriere seine baltische Heimat und heuerte bei den Heerenveen Flyers aus der niederländischen Ehrendivision. Auch dort blieb er lediglich eine Spielzeit und wechselte im Sommer 2011 zu den Porvoo Hunters in die dritte finnische Liga. Bereits während der laufenden Saison kehrte er dann nach Estland zu Viru Sputnik zurück, mit denen er zwar das Playoff-Finale erreichte, aber gegen Tartu Kalev-Välk verlor. Von 2012 bis 2015 stand er erneut bei Tartu Kalev-Välk auf dem Eis und erreichte auch mit diesem Klub zweimal das Meisterschaftsfinale, das jeweils gegen die Tallinn Viiking Sports verloren ging (2013: 1:3 Siege, 2014: 0:3 Siege). 2015 konnte er seinen insgesamt dritten Meistertitel, den zweiten nach 2008 mit Tartu Kalev-Välk, erringen. Nach diesem Erfolg wechselte er wiederum zu den Sputniks in seine Geburtsstadt. Dort blieb er jedoch nur ein Jahr und wandte sich dann dem Ligakonkurrenten HC Tallinn zu. Nach einem weiteren Jahr kehrte er zu Tartu Kalev-Välk zurück.

### International
Im Juniorenbereich nahm Titarenko für Estland an den U18-Weltmeisterschaften der Division II 2002 und 2003 sowie der U20-Weltmeisterschaften der Division II 2003 und der Division I 2004 und 2005 teil.
Mit der Herren-Nationalmannschaft nahm er an den Weltmeisterschaften der Division I 2005, 2006, 2007, 2008, 2011, 2015, 2016 und 2017 sowie der Division II 2009, als er Torschützenkönig des Turniers wurde, 2010, 2012 und 2014 teil. Zudem vertrat er seine Farben bei den Qualifikationsturnieren für die Olympischen Winterspiele 2006 in Turin, 2010 in Vancouver, 2014 in Sotschi und 2018 in Pyeongchang sowie beim Baltic Cup 2016.

## Erfolge und Auszeichnungen
- 2003 Aufstieg in die Division I bei der U20-Weltmeisterschaft der Division II, Gruppe A
- 2008 Estnischer Meister mit Tartu Kalev-Välk
- 2009 Torschützenkönig bei der Weltmeisterschaft der Division II, Gruppe A
- 2009 Beste Plus/Minus-Bilanz der Meistriliiga
- 2010 Aufstieg in die Division I, Gruppe B, bei der Weltmeisterschaft der Division II, Gruppe B
- 2010 Estnischer Meister mit Kohtla-Järve Viru Sputnik
- 2010 Torschützenkönig der Meistriliiga
- 2012 Aufstieg in die Division I, Gruppe B, bei der Weltmeisterschaft der Division II, Gruppe A
- 2014 Aufstieg in die Division I, Gruppe B, bei der Weltmeisterschaft der Division II, Gruppe A
- 2015 Estnischer Meister mit Tartu Kalev-Välk